# Seseli karateginum
Seseli karateginum är en flockblommig växtart som beskrevs av Vladimir Ippolitovich Lipsky. Seseli karateginum ingår i släktet säfferötter, och familjen flockblommiga växter. Inga underarter finns listade i Catalogue of Life.